# Superliga 2002/03 (Türkei)
Die Saison 2002/03 war die elfte Spielzeit der Superliga, der höchsten türkischen Eishockeyspielklasse. Meister wurde zum siebten Mal in der Vereinsgeschichte Büyükşehir Belediyesi Ankara SK.

## Hauptrunde

### Modus
In der Hauptrunde absolvierte jede der fünf Mannschaften insgesamt 16 Spiele. Der Erstplatzierte nach der Hauptrunde wurde Meister. Für einen Sieg erhielt jede Mannschaft zwei Punkte, bei einem Unentschieden gab es ein Punkt und bei einer Niederlage null Punkte.

### Tabelle
|    | Klub                            | Sp | S  | U | N  | Tore    | Punkte |
| -- | ------------------------------- | -- | -- | - | -- | ------- | ------ |
| 1. | Büyükşehir Belediyesi Ankara SK | 16 | 16 | 0 | 0  | 195: 70 | 32     |
| 2. | Polis Akademisi ve Koleji       | 16 | 11 | 1 | 4  | 146: 46 | 23     |
| 3. | İzmit Büyüksehir BSK            | 16 | 7  | 1 | 8  | 94: 95  | 15     |
| 4. | Bogazici PSK Istanbul           | 16 | 3  | 1 | 12 | 35: 91  | 7      |
| 5. | İzmir Büyükşehir Belediyesi SK  | 16 | 1  | 0 | 15 | 45: 213 | 2      |

Sp = Spiele, S = Siege, U = Unentschieden, N = Niederlagen